# Rachicerus patagiatus
Rachicerus patagiatus är en tvåvingeart som först beskrevs av Günther Enderlein 1913.  Rachicerus patagiatus ingår i släktet Rachicerus och familjen vedflugor.
Artens utbredningsområde är Taiwan. Inga underarter finns listade i Catalogue of Life.